# Arabis nova
Espèce
Classification phylogénétique
L'Arabette des rochers, ou Arabis nova, est une espèce de plante du genre Arabis et de la famille des brassicacées.